# Phalangosoma werneri
Phalangosoma werneri är en skalbaggsart som beskrevs av Marc Lacroix 2003. Phalangosoma werneri ingår i släktet Phalangosoma och familjen Melolonthidae. Inga underarter finns listade i Catalogue of Life.